# Cultura kulli

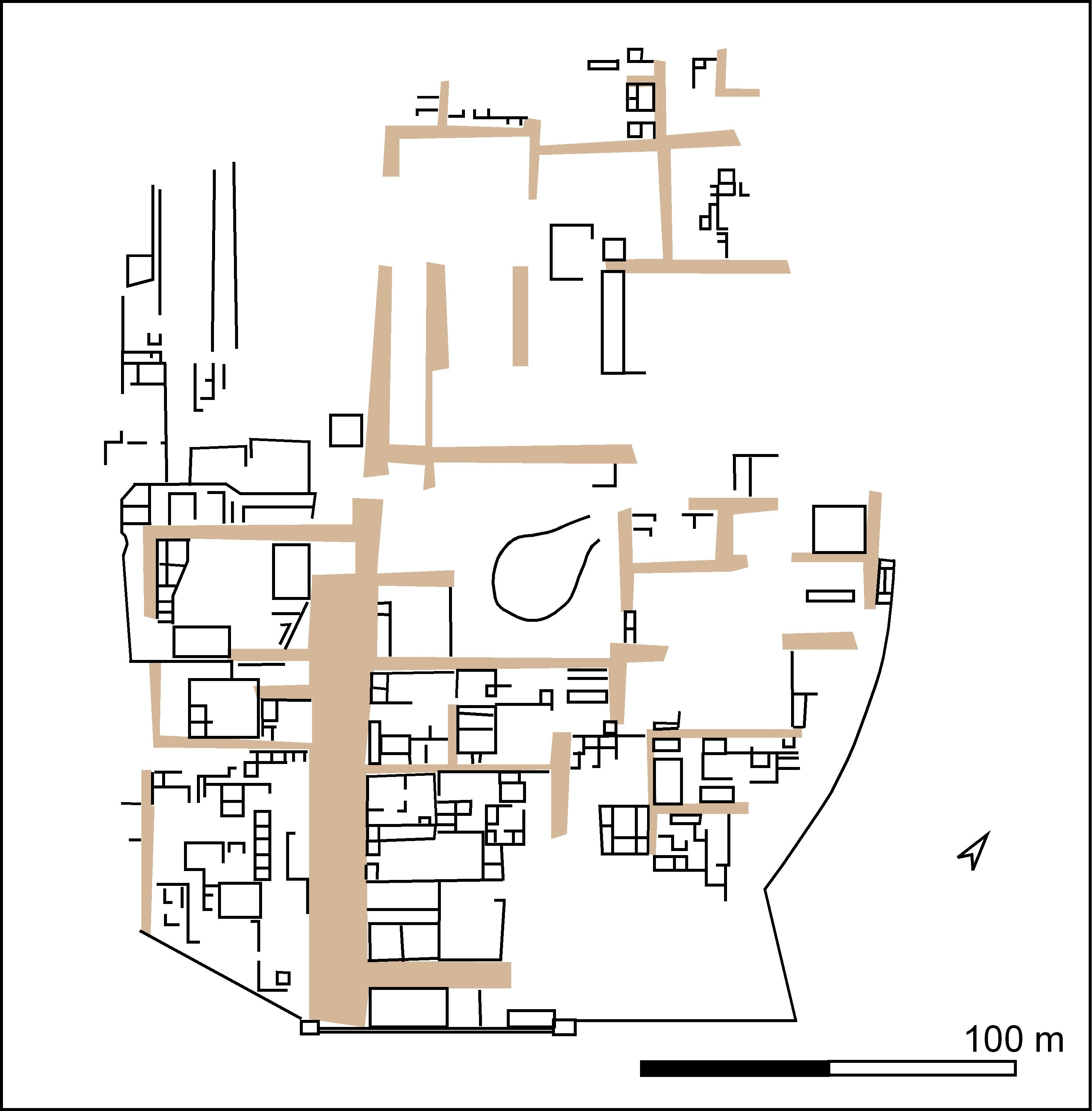
Plano del poblamiento Kulli Kasota Qila Mound II

La cultura Kulli una cultura prehistórica del sur Balochistan (Gedrosia) en Pakistán ca. 2500 - 2000 a. C. La cerámica y otros artefactos son similares a los de la cultura del valle del Indo Mas no está claro si la cultura Kulli es una variación local de la cultura del valle del Indo o un complejo de propia cultura. Esta cultura recibe su nombre de un sitio arqueológico descubierto por Sir Aurel Stein.

## Asentamientos
Más de 100 sitios de asentamiento son conocidos pero muy pocos se excavan. Algunos de ellos tienen el tamaño de las ciudades pequeñas y son similares a las de la cultura del valle del Indo. Las casas están construidas con piedra local a lo largo de calles. Las tardías están ,a veces, adoquinadas. Hay escaleras en la calle para conseguir el acceso a los niveles superiores. Los asentamientos se colocan ,a menudo, en posiciones estratégicas importantes sobre pequeñas colinas con vistas al campo de los alrededores. La mayoría de los asentamientos se encuentran cerca de las presas. Murda Sang es una ciudad, con unas 35 ha de tamaño. El nivel de ocupación más tardío pertenece a la cultura Kulli.

## Economía
La agricultura era la base económica de estas personas. Cerca de muchos sitios de la cultura Kulli se encontraron presas, proporcionando evidencia de un sistema de gestión del agua altamente desarrollado.

## Cultura material
La cerámica de la cultura Kulli muestra diferentes formas. Hay vasos globulares, pequeños frascos, vasos altos, copas y platos. Las grandes jarras de almacenamiento son a veces pintadas. Los únicos tipos comunes con la cultura del valle del Indo son platos en una repisa y vasos perforados. En cultura Kulli ,a veces, se modelaban osos usando la cerámica acompañándole una decoración pintada. Las pinturas están dispuestas en bandas horizontales a través de los vasos. Hay patrones geométricos y a veces bandas con figuras de animales con plantas. Un motivo popular es el zebu-toro. Las figuras aparecen altamente estilizadas. La pintura utilizada es siempre de color negro sobre la superficie roja de los vasos. Esto es similar a la cerámica decorada de la cultura del valle del Indo, aunque el rojo de la cerámica Kulli aparece más brillante. Otros objetos típicos de la cultura Kulli son figurillas de arcilla en bruto de toros, zebú y mujeres. Las figurillas de mujeres son de nuevo muy estilizada pero muestran peinados elaborados y muchos adornos personales, como collares y brazaletes. Las figuras de toro son a menudo pintadas. Había arcilla encontrada también carretas para los toros. En Mehi se encontraron varios vasos de clorita importados de Tepe Yahya y atestiguando contactos de comercio con el Irán Oriental. Conocían al cobre y al bronce.